# Paweł Bukiej
Paweł Bukiej (ur. 29 października 1955 w Bydgoszczy) – polski żużlowiec.
Sport żużlowy uprawiał w latach 1974–1986, przez całą karierę reprezentując barwy klubu Polonia Bydgoszcz (najlepszy wynik w zawodach z cyklu drużynowych mistrzostw Polski: 1986 – II miejsce).
Brązowy medalista młodzieżowych drużynowych mistrzostw Polski na żużlu (1978). Finalista młodzieżowych indywidualnych mistrzostw Polski (Bydgoszcz 1977 – VI miejsce). Finalista turnieju o "Brązowy Kask" (Łódź 1976 – VIII miejsce). Finalista turnieju o "Brązowy Kask" (1977 – XII miejsce). 